# Lomatia lachesis
Lomatia lachesis är en tvåvingeart som beskrevs av Egger 1859. Lomatia lachesis ingår i släktet Lomatia och familjen svävflugor. Inga underarter finns listade i Catalogue of Life.